# 1890年美国国家网球锦标赛
1890年美国国家网球锦标赛（1890 U.S. National Championships）决赛情况如下：
男子单打：奥利弗·坎贝尔（胜）VS 亨利·斯洛克姆  6-2 4-6 6-3 6-1
女子单打：埃伦·罗斯福（胜）VS 伯莎·汤森  6-2 6-2
| 前任： 1889年美国国家网球锦标赛 | 美国国家网球锦标赛 1890年 | 繼任： 1891年美国国家网球锦标赛 |
| 前任： 1890年温布尔登网球锦标赛 | 网球大满贯 1890年         | 繼任： 1891年温布尔登网球锦标赛 |